# Sky City Entertainment Group
Pour les articles homonymes, voir Sky City.
Sky City Entertainment Group est une entreprise néo-zélandaise faisant partie de l'indice NZSX50, indice principale de la bourse de Nouvelle-Zélande, le New Zealand Exchange. Fondée en 1996, son cœur de métier est la gestion et l'opération de casinos en Australasie.